# Fedora Barbieri
Fedora Barbieri (Trieste, 4 de juny de 1920 - Florència, 4 de març de 2003) fou una mezzosoprano italiana.
Havia estudiat amb el mestre Luciano Bettarini abans de debutar oficialment a Florència el 1940. El 1942 va debutar al teatre de La Scala de Milà, lloc dels seus principals èxits, amb una funció de la Novena Simfonia de Beethoven sota la batuta de Victor de Sabata. Es va retirar el 1943 degut al seu matrimoni, però va reaparèixer el 1945.
El debut a la Metropolitan Opera va tenir lloc el 1950, en el paper de la princesa d'Éboli al Don Carlos de Giuseppe Verdi. També va cantar Eboli a la famosa producció de Luchino Visconti per al centenari de l'obra a la Royal Opera House de Londres.

## Trajectòria
Entre 1955, i 1958, fou un verdader ídol en l'Arena de Verona, a causa de la seva veu espectacularment poderosa. El 1957, es presentà en el Liceu de Barcelona amb Il trovatore i en anys successius també i cantà l'Adalgisa de Norma, l'Amneris d'Aida i La favorita. El 1964, interpretà Il trovatore a Madrid. Tot i que mai es va retirar oficialment, va deixar els escenaris a la dècada dels noranta, fent que la seva fos una de les carreres més llargues de la història de l'òpera.
Barbieri va ser una formidable cantant i actriu, i és sobretot recordada per les seves interpretacions al costat de Maria Callas a la dècada dels cinquanta. Entre els seus papers més memorables en destaquen quatre de verdians: Eboli, Quickly (Falstaff), Azucena (Il trovatore) i Ulrica (Un ballo in maschera). Barbieri va ser també de les primeres cantants a interessar-se per les obres de Claudio Monteverdi i Giovanni Battista Pergolesi.